# チャールズ・リピット
チャールズ・ウォーレン・リピット（Charles Warren Lippitt、1846年10月8日 - 1924年4月4日）は、アメリカ合衆国の政治家。

## 経歴
ロードアイランド州プロビデンスで生まれた。ブラウン大学を卒業し、父の綿及びウール製造会社に就職した。父ヘンリー・リピット、弟ヘンリー・F・リピットも政治家でもあった。1886年2月23日にマーガレット・B・ファーナムと結婚した。
息子チャールズ・ウォーレン・リピット・ジュニアは、ハーバード大学に入学し、第一次世界大戦中に103D野戦砲兵連隊の軍曹を務めた。

## 政治
1895年5月29日から1897年5月25日まで第44代ロードアイランド州知事を務めた。
1896年に共和党の副大統領候補に立候補したが、敗れた。
1896年、1897年にアメリカ革命の息子達のロードアイランド州支部に参加し、ロードアイランド州シンシナティ協会の世襲会員であった。
1924年に死亡し、プロビデンスのスワンポイント墓地に埋葬された。
ロードアイランド大学のリピット・ホール（Lippitt Hall）は彼にちなんで命名された。